# Hermann Rützler

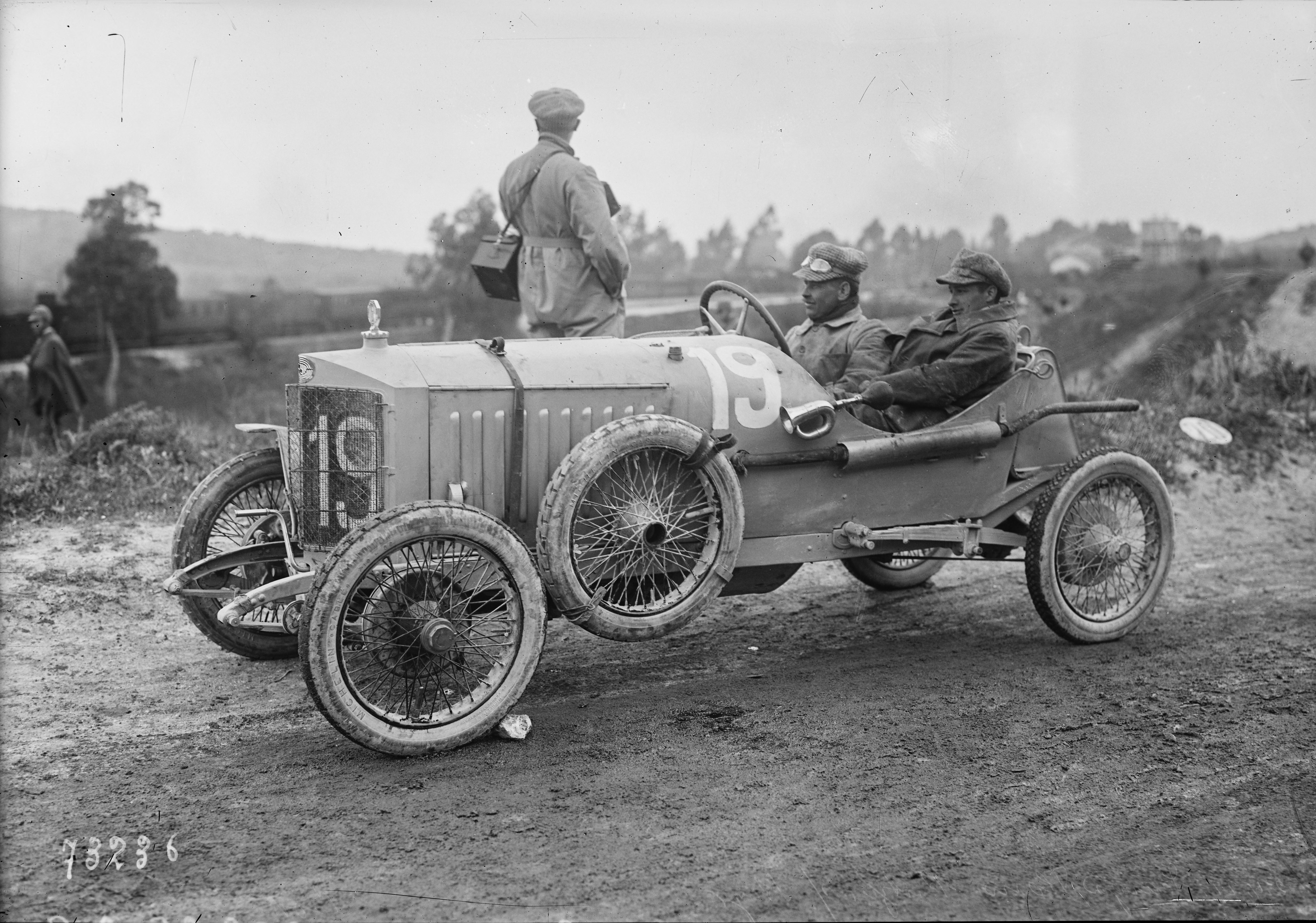
Herrmann Rützler ve Steyru/3.0 na Targa Florio 1922

Hermann Rützler (20. června 1883, Mellau – 6. června 1960, Vídeň) byl rakouský fotograf a závodní jezdec.

## Fotograf
Hermann Rützler byl v mládí fotografem v Dornbirnu, ale odmala byl nadšený pro kola a motocykly. Poté, co jeho ateliér zničil požár a on se při řadě příležitostí dostal do problémů s úřady, odjel v roce 1910 do Ruska.

## Závodník a podnikatel
V Rusku se vypracoval na automobilového specialistu, který pěstoval úzké vztahy se šlechtou a carským ruským motorovým oddílem. Říjnová revoluce jeho pobyt v carské říši ukončila a Rützler se musel vrátit do Rakouska.
Od roku 1920 pracoval nejprve jako instruktor jízdy, později jako vedoucí řidičských zkoušek a jako závodní jezdec pro Österreichische Waffenfabriks AG, ze které se v roce 1923 stala společnost Steyr-Werke AG. V letech 1921 až 1925 slavil četná vítězství v národních a mezinárodních horských závodech. Populárním ho učinilo vítězství v průsmyku Klausen v roce 1923 za volantem Steyru VI. V roce 1923 také vedl několik kol na Targa Florio, než jeho jízdu ukončila nehoda.
Po ukončení závodní činnosti Steyru Rützler v roce 1927 podnik opustil a ve Vídni si založil vlastní opravnu motorových vozidel. Svou společnost vedl do vysokého věku a zemřel ve Vídni v roce 1960.

## Galerie

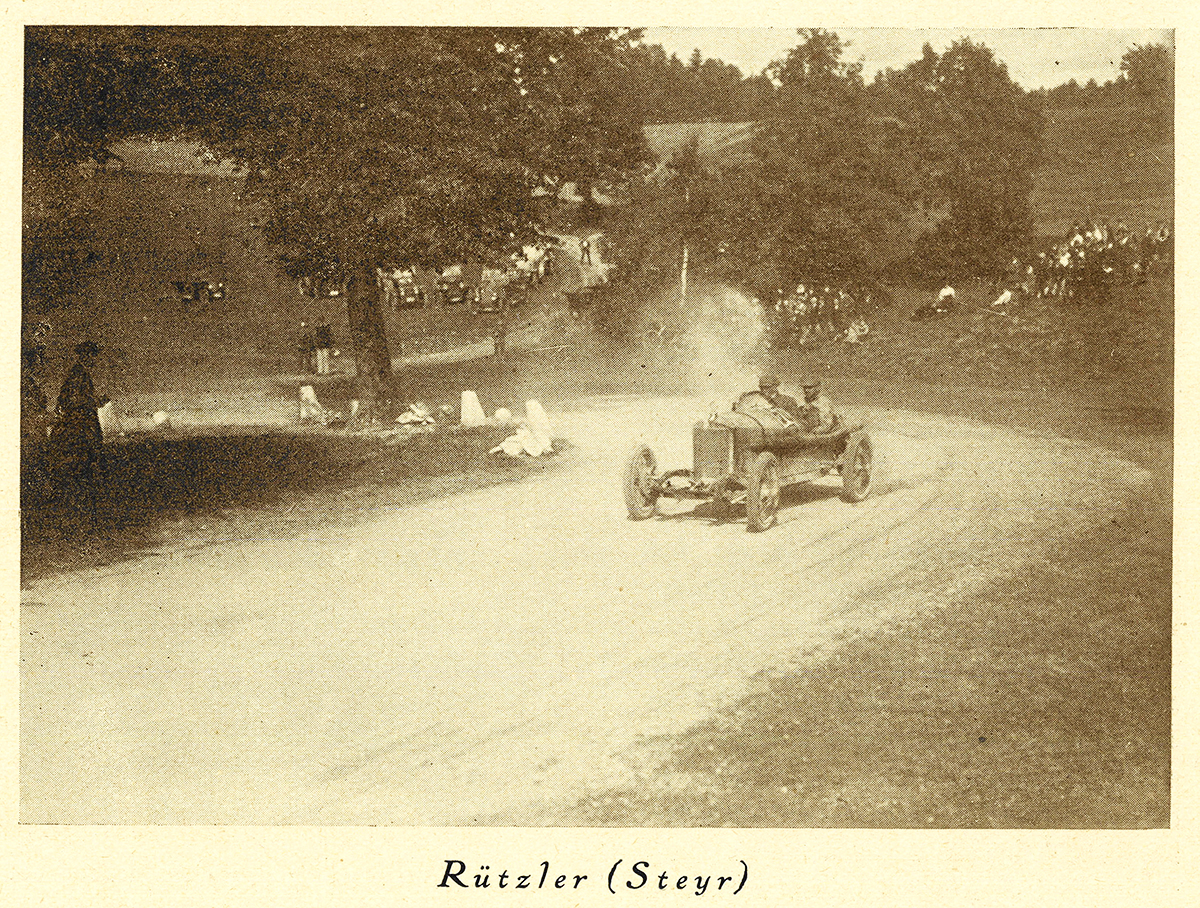
Hermann Rützler - vítěz Ecce Homo 1923
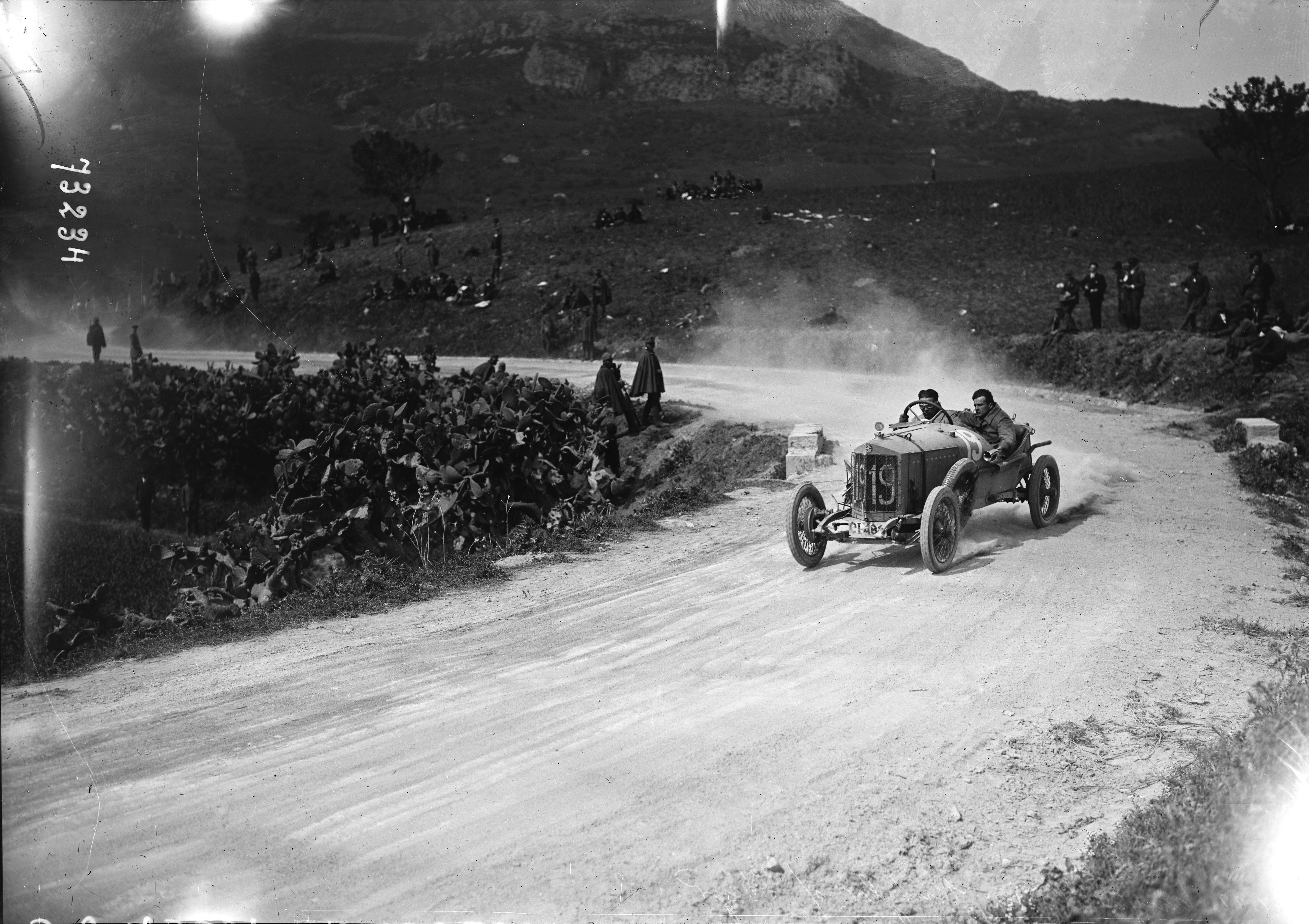
Steyr, Targa Florio, 1922
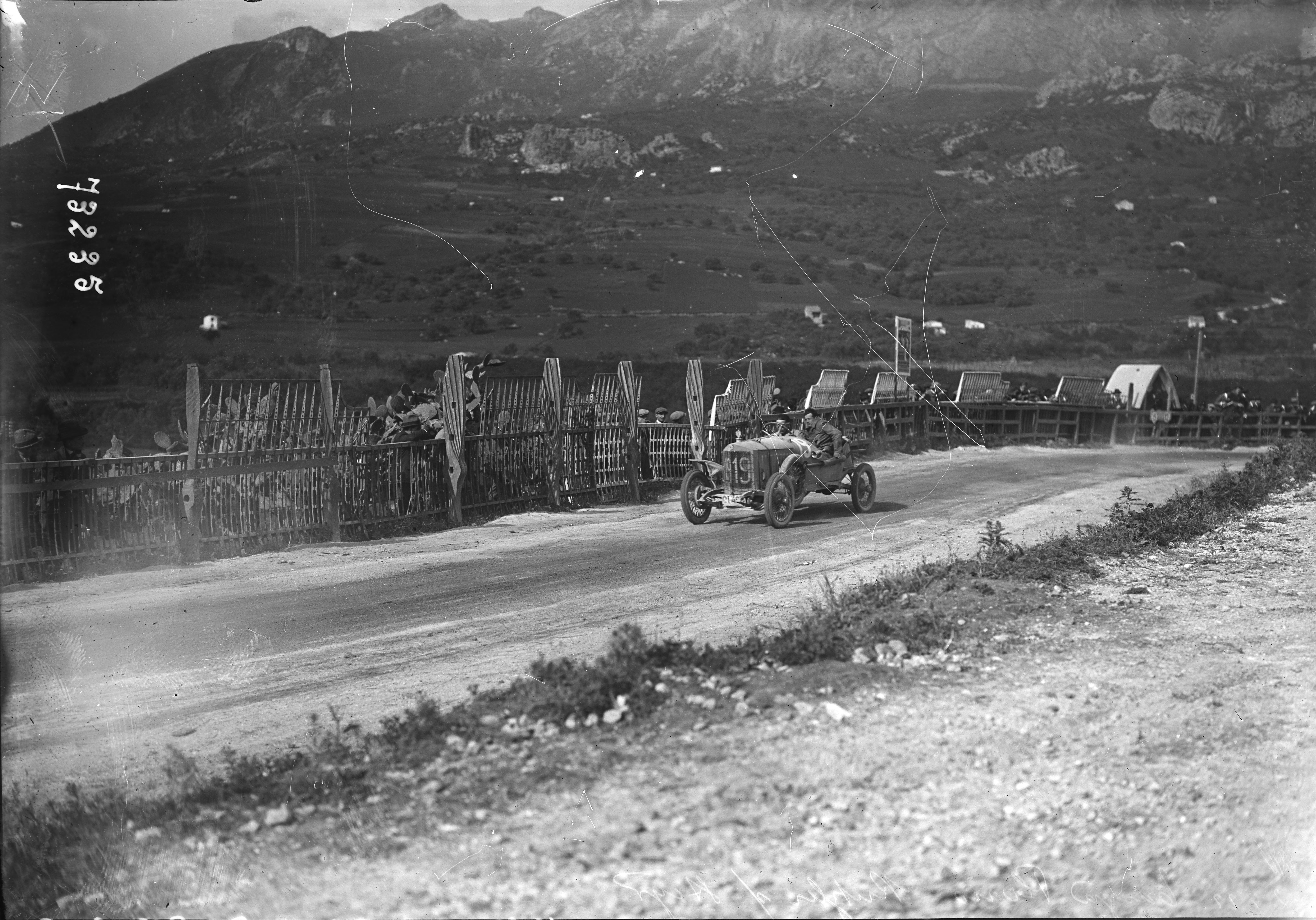
Steyr, Targa Florio, 1922